# Diga di Moledana
La diga di Moledana è uno sbarramento sito nel comune di Novate Mezzola nella valle dei Ratti, in Provincia di Sondrio a 909 m s.l.m.. Oltre che dal torrente Ratti, la diga è alimentata anche dal torrente Codera, le cui acque vengono convogliate nel serbatoio tramite un canale a pelo libero lungo circa 6 km, e da altri piccoli torrenti: Ladrogno, Revelaso, Val Grande, Vallenaccia e  Valle della Valle.

## Storia
I lavori per la costruzione della diga iniziarono nel 1934 con la realizzazione del Tracciolino, un percorso utilizzato per trasportare i materiali con una ferrovia a scartamento ridotto dall'arrivo del piano inclinato in località Motta al sito di Moledana. Il percorso del Tracciolino, che collega la presa di località Saline in val Codera alla diga, permise la costruzione dei condotti e la manutenzione. L'impianto venne terminato nel 1936, venne ristrutturato nel 1980 e nel 2008. Serve la centrale elettrica di Campo di Mezzola, in concessione alla ditta Edison.

## Caratteristiche
La diga è di tipo ad arco costruita in calcestruzzo rivestito in blocchi di granito reperito in zona. Ha un'altezza di 42,60 m, una larghezza di 64,30 e una capienza di 101 000 metri cubi d'acqua. Ha uno scarico di sfioro lungo 28,56 m. e altri due scarichi che permettono di svuotarla completamente.

## Percorso
Si può raggiungere in auto attraverso una strada che sale da Verceia e necessita di pass giornaliero, a piedi dal Tracciolino e dai sentieri che passano nella val dei Ratti.